# Mantchenky
Mantchenky (ukrainien : Манченки) est une commune urbaine de l'oblast de Kharkiv, en Ukraine. Elle compte 714 habitants en 2021.

## Géographie
La commune de Mantchenky se situe entre les rivières Kryvorotivka et Merefa, affluentes de la rivière Oudy, puis du Donets, dans le bassin hydrographique du fleuve Don. Mantchenky se trouve à 27 kilomètres à l'ouest de la ville de Kharkiv. Elle est environnée par les communes urbaines suivantes : à l'ouest Staryï Mertchyk, au sud-est Lioubotyn, et au nord Vilchany.